# 牝教師4 〜穢された教壇〜
『牝教師4 〜穢された教壇〜』（めすきょうし4 けがされたきょうだん）は、2014年12月19日にBISHOPから発売された18禁アドベンチャーゲーム。本作は、「牝教師」シリーズの第四作目にあたる。

## ストーリー
主人公「金本一也」は、ある日、叔父の「白川徳造」に新設された『誠秀学園』への入学を命じられる。徳造は名門『修煌館学園』の学園長を務めていたが、一族の「神山優理」が姉妹校となる『誠秀学園』を開校してしまったため、今年度の入学者が激減してしまったと言うのだった。面子を潰され、その腹いせに誠秀学園に入学してスキャンダルを作ることを命じられた一也は、兼ねてからの宿願であった徳造からの離反という真の目的を胸に秘めて、優理をはじめとした誠秀学園の美人女教師達の篭絡に動き出す。
手始めに、一也は数学教師の高峰美結を犯し、その時撮影した写真をネタに脅して奴隷にする。
同学園の学園長である神山優理には、美結の写真を使って脅し、学園を守りたい優理は一也に隷属する。また、優理を支援していた世界史教師・吉岡マキには、優理を人質にするという形で隷属させる。
また、生徒想いの体育教師・大谷歌穂には生徒のスキャンダルを、美術教師・西崎あさひには教師という職に執着する姿勢を利用する形でそれぞれ隷属させる。

## 登場人物
金本 一也（かねもと かずや）
声 - なし
主人公。国内有数の教育者一族と知られる「神山家」の分家筋だが、幼少時に両親を亡くして以来、叔父にあたる白川徳造に引き取られる。しかし、徳造に都合の良い駒となるべくスパルタ教育を施されたことで、結果的に文武両道となり、様々な裏工作にも従事させられてきたことから策謀や女を篭絡する術にも長けている。成長とともに、徳造の命を受けあらゆる裏工作に手を染めてきたが、一方で小物の徳造の命に従うことに嫌気が差しており、誠秀学園への裏工作命令を機に離反を計画する。
神山 優理（かみやま ゆうり）
声 - ひむろゆり
身長：163cm / スリーサイズ：92/59/89
誠秀学園の学園長。国内有数の教育者一族と知られる「神山家」の現当主の一人娘で、一也やマキ、徳造とは親戚関係にある。一族の期待を背負って育ち、幼少期から英才教育を受けて育ったため、若いながらもずば抜けて優秀。
物腰柔らかながら凛とした雰囲気を持つ才媛で、神山家の人間として恥じない教育者になろうと日々、研鑽している。過去に物心つく前の一也と会ったことがあり、数十年ぶりの再会を機に気にかけている。
吉岡 マキ（よしおか まき）
声 - 中野志乃
身長：167cm / スリーサイズ：96/60/92
誠秀学園の世界史教師。神山家の分家の出身だが、優理とは幼少時からの幼馴染で妹のように可愛がっており、今回、優里の補佐役として誠秀学園に派遣される。
常に冷淡な態度で、授業もスパルタで有名で生徒からも恐れられているが、唯一、優理だけは大切に思っており、故に黒い噂の多い徳造の甥である一也を警戒している。
大谷 歌穂（おおたに かほ）
声 - 木多野あり
身長：160cm / スリーサイズ：87/58/90
誠秀学園の体育教師で、修煌館学園の卒業生である。明朗快活でさっぱりした姉御肌的な性格で、面倒見も良いことから生徒から高い人気を誇る。
西崎 あさひ（にしざき あさひ）
声 - 中家志穂
身長：153cm / スリーサイズ：80/56/82
誠秀学園の美術教師。年齢に見合わぬ子供っぽい外見で、本人も気にしているが、生徒からはマスコット扱いされており親しまれている。勝気な性格で幼く見える外見を気にして、大人っぽく振舞おうとしているがすぐにボロが出る。
修煌館学園のOGであり、一般家庭の出身でありながら修煌館学園に入学を果たしたという経歴から、卒業生の中でも有名な存在。
高峰 美結（たかみね みゆ）
声 - 春日アン
身長：158cm / スリーサイズ：84/57/86
誠秀学園の数学教師で一也のクラス担任。神山家には及ばないまでも有名な教育者家系の出身だが、事情により実家とは絶縁状態にある。
生徒や同僚にまで高慢に接する高飛車なお嬢様で、他人を見下してるが故に優理とは反対に出来の悪い人間は切り捨てるべきと考えており、怠慢な態度をとる一也を目の敵にしている。しかし挫折した経験がないため、打たれ弱く、すぐパニックに陥る。
『牝教師1』および『牝教師2』に登場した高峰沙耶は姉にあたる。
白川 徳造（しらかわ とくぞう）
声 - なし
修煌館学園の学園長。一也の叔父で現在の保護者にあたる人物。神山一族の分家出身で、名誉欲、権力欲、虚栄心に凝り固まっているが、姑息で自分では何も出来ない小心者。一也を始めとした部下達を使った様々な裏工作により名門「修煌館学園」の学園長の座に就くも、本家の神山優里が姉妹校となる「誠秀学園」を開校したため、今年の入学者が激減、面子が丸潰れとなり逆恨みしている。甥の一也のことも都合の良い手駒としか思っておらず、最近は怠慢な態度をとる一也を苦々しく思っているが、女を篭絡する術に長けていることから誠秀学園に送り込む。

## スタッフ
- 原画 - カガミ、水島☆多也
- シナリオ - 麿、酒巻雨竜、大津菜美、紺乃瑞樹、庵乃音人、坂元星日、他
- 音楽 -
  - 主題歌 - 「優しい棘」
  - 作詞/作曲 - 天乃啓示 / 歌 - 橘まお

## アダルトアニメ
本作は、エイ・ワン・シーの『PoRO』レーベルよりアダルトアニメ版が発売されている。
| 発売時期      | 副題                                            | メディア                       |
| ------------- | ----------------------------------------------- | ------------------------------ |
| 2015年10月    | 生意気ドジっ娘女教師・美結〜高飛車ハメ堕ち2濁金 | BD/DVD ダウンロード販売（DMM） |
| 2016年3月     | 鉄仮面女教師・マキ〜蔑み漏れる罵り吐息          |                                |
| 2017年1月     | 聖凛学園長・優理〜熟れ晒すめげない媚肉〜        |                                |
| 2017年7月     | はしたない学園長・優理〜窓際ハメる征服露出      |                                |
| 2020年7月31日 | エロスパ女教師・歌穂～寄り添い溢れる婢狂♥       | DVD                            |
| 2020年9月25日 | マイクロマスコット・あさひ～強気に蠢く玩具箱♥   | DVD                            |